# Zalé

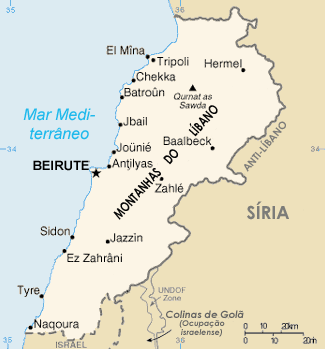
Mapa do Líbano, onde é possível visualizar a localização de Zalé

Zalé (em árabe: زحلة), também chamada de Zahlah ou Zahleh) é a capital de Beca, Líbano. Com população estimada em cerca de 120,000 pessoas, em sua maioria cristãos, é a terceira maior cidade do Líbano[carece de fontes?]. É considerada uma das principais cidades do vale do Beca e é famosa pelo seu ar puro, seus hotéis e resorts e comida típica de alta qualidade. Trata-se da principal referência gastronômica libanesa.

## Geral
A cidade está situada no centro do vale do Beca, na região mais fértil do país, a 52 quilômetros a leste da capital Beirute. É possível dirigir de carro de Zalé até Beirute em uma hora, dependendo das condições do trânsito.
Possui extensas cavernas subterrâneas, construídas em torno de uma gruta natural conhecida e ampliada pelos romanos.
Zalé é uma cidade com intensa movimentação cultural, tal qual Balbeque. É conhecida também pelo cultivo de vinhedos e pela produção de bons vinhos.

## História
Zalé foi fundada há cerca de 300 anos. No início do século XVIII, a nova cidade foi dividida em três partes, cada qual com seu governo[carece de fontes?].
Em meados do século XIX, a cidade passou por um breve período de "Estado Independente", ocasião em que até mesmo uma bandeira própria fora produzida [carece de fontes?].
Em 1885, foi construída uma ferrovia que ampliou o comércio, transformando a cidade em um "porto interno" do vale do Beca. Foi também o centro da agricultura e do comércio entre Beirute e Damasco, Mosul e Bagdá. Considerada o local estratégico do exército libanês, Zalé tem ocupado um importante papel na vida política do país.

## Restaurantes no rio Barduni em Zalé
O rio Barduni nasce no monte Sannine passando por dentro de Zalé. Com águas rasas, especialmente no verão, pela baixa quantidade de chuvas e neve nas montanhas libanesas, é considerado o melhor local da cidade quando se fala em comer ao ar livre[carece de fontes?].
A tradição dos restaurantes na região do Bardauni é secular, e começou com simples cafés. Hoje em dia pode-se encontrar os mais sofisticados locais para alimentação, que de forma curiosa são nomeados "cassinos"[carece de fontes?]. Estes estabelecimentos oferecem comidas típicas, além do café libanês. Em cima do vale do Bardauni estão restaurantes como EL Reem de Kaa, conhecidos também pela qualidade de seus alimentos e ambientes.

## Vinhos e araque
A associação de Zalé com a uva é notável, porque encontra-se no coração de uma área que produz vinho de forma secular. Na entrada do sul da cidade a estátua de uma fêmea graciosa personifica o vinho e a poesia.
Os montes no norte da cidade, como Hadi, Harcate, Bir Gazur e Diz Zeina são cobertos com plantações e vinhedos que fornecem matéria prima para indústrias do vinho e do araque, uma bebida alcoólica aromatizada, destilada de uva e típica da região. Muitos dos vinhos de Zalé foram reconhecidos formalmente no exterior por sua qualidade inigualável, digna dos melhores vinhos europeus[carece de fontes?]. Uma excursão pelo interior de Zalé é uma maneira boa ver como o vinho e o araque são feitos.

## Celebrações locais
Todos os anos entre os dias 10 e 20 de setembro, acontece o famoso Festival do Vinho de Zalé, que se realiza nas montanhas da cidade, coincidindo-se a data, com o Festival das Flores, também bastante popular na região.
Neste festival é eleita a Miss Vinho, e carros fazem carreatas pela cidade coberto de flores, representando um símbolo nacional.
Zalé, como maior cidade cristã do Líbano[carece de fontes?], se destaca pelo famoso Festival de Corpus Christi, que teve sua primeira edição em 1825, data esta que coincide com a época em que a cidade passava por sérios problemas de pragas contagiosas.
O Festival de Corpus Christi é comemorado na primeira quinta-feira de junho. Na manhã seguinte, é celebrada uma missa na Igreja de Nossa Senhora de Najat, seguida por uma procissão, na qual boa parte da população da cidade participa carregando o "pão sagrado" através das ruas.

## Toponímia
Especula-se que o nome Zalé é derivado do verbo árabe زحل (zahhala), que significa vá em frente, deslocar-se [carece de fontes?]. Mas para alguns historiadores, o nome é derivado da palavra árabe zahl, que significa desmoronamento, e remete ao surgimento da cidade, que foi construída sobre os destroços da cidade antiga soterrada por um terremoto.